# Follo, La Spezia
Follo är en kommun i provinsen La Spezia i regionen Ligurien i Italien. Kommunen hade 6 317 invånare (2018).